# Rosebud, Texas
Rosebud är en ort i Falls County i delstaten Texas, USA.